# Mårten Nyman
Mårten Nyman, född 29 mars 1643 i Stockholm, död där 20 juni 1715, var en svensk ämbetsman.

## Biografi
Mårten Nyman var son till borgaren Christopher Nyman. Han blev student vid Uppsala universitet 1652, disputerade där 1664 på avhandlingen De conservanda linguæ patriæ rectitudine et sinceritate samt utgav översättningen Then underskiöna Psyche (ur Apuleius Metamorphoses, 1666, omtryckt 1690 och 1778), som var en av de första svenska tolkningarna från en vitter klassisk författare. Efter avslutade studier inskrevs Nyman 1669 i Kungliga kansliet, där han blev protonotarie, varefter han innehade samma befattning i justitierevisionsexpeditionen till 1686. Nyman anlitades för viktiga uppdrag både i Sverige och utomlands. Han utsågs till rådman i Stockholm 1686 och valdes till byggnings- och ämbetsborgmästare där 1709. Nyman var en framstående bok- och myntsamlare och ägde bland annat en fullständig följd av svenska medaljer i guld och silver från Gustav Vasas tid och fram till sin egen.